# Афганістан на літніх Олімпійських іграх 2004
Афганістан на літніх Олімпійських іграх 2004 року в Афінах був представлений 5 спортсменами (трьома чоловіками і двома жінками) у 4 видах спорту — легка атлетика, бокс, дзюдо і боротьба. Країна вперше у своїй історії відправила жінок на Олімпійські ігри. Прапороносцем на церемонії відкриття Олімпійських ігор була тренерка Німа Суратгар, а на церемонії закриття — інший тренер Косія Акаші.
Афганістан водинадцяте взяв участь в Олімпіаді. Афганські атлети не здобули жодної медалі.

## Бокс
| Спортсмен        | Дисципліна | 1/32 фіналу                  | 1/16 фіналу    | Чвертьфінал    | Півфінал       | Фінал          | Фінал      |
| Спортсмен        | Дисципліна | Противник Бали               | Противник Бали | Противник Бали | Противник Бали | Противник Бали | Місце      |
| ---------------- | ---------- | ---------------------------- | -------------- | -------------- | -------------- | -------------- | ---------- |
| Башармал Султані | до 69 кг   | Мухаммед Хікал (EGY) L 12–40 | не пройшов     | не пройшов     | не пройшов     | не пройшов     | не пройшов |

## Боротьба
Чоловіки
Вільна боротьба
| Спортсмен           | Дисципліна | Попередні поєдинки           | Попередні поєдинки         | Попередні поєдинки | Чвертьфінал        | Півфінал           | Фінал              | Фінал |
| Спортсмен           | Дисципліна | Суперник Результат           | Суперник Результат         | Місце              | Суперник Результат | Суперник Результат | Суперник Результат | Місце |
| ------------------- | ---------- | ---------------------------- | -------------------------- | ------------------ | ------------------ | ------------------ | ------------------ | ----- |
| Башир Ахмад Рахматі | −55 кг     | Дільшод Мансуров (UZB) L 0–4 | Мавлет Батиров (RUS) L 0–4 | 3                  | не пройшов         | не пройшов         | не пройшов         | 22    |

## Дзюдо
| Спортсмен    | Категорія     | 1/32                             | 1/16               | Чвертьфінал        | Півфінал           | Втішний раунд 1    | Втішний раунд 2    | Втішний раунд 3    | Фінал / ББ         | Фінал / ББ |
| Спортсмен    | Категорія     | Суперник Результат               | Суперник Результат | Суперник Результат | Суперник Результат | Суперник Результат | Суперник Результат | Суперник Результат | Суперник Результат | Місце      |
| ------------ | ------------- | -------------------------------- | ------------------ | ------------------ | ------------------ | ------------------ | ------------------ | ------------------ | ------------------ | ---------- |
| Фаріба Резаї | −70 кг, жінки | Сесілія Бланко (ESP) L 0000–1000 | не пройшла         | не пройшла         | не пройшла         | не пройшла         | не пройшла         | не пройшла         | не пройшла         | не пройшла |

## Легка атлетика
| Спортсмен       | Дисципліна      | Попередній раунд | Попередній раунд | Чвертьфінал | Чвертьфінал | Півфінал   | Півфінал   | Фінал      | Фінал      |
| Спортсмен       | Дисципліна      | Результат        | Місце            | Результат   | Місце       | Результат  | Місце      | Результат  | Місце      |
| --------------- | --------------- | ---------------- | ---------------- | ----------- | ----------- | ---------- | ---------- | ---------- | ---------- |
| Масуд Азізі     | 100 м, чоловіки | 11.66            | 8                | не пройшов  | не пройшов  | не пройшов | не пройшов | не пройшов | не пройшов |
| Робіна Мукім'яр | 100 м, жінки    | 14.14 NR         | 7                | не пройшла  | не пройшла  | не пройшла | не пройшла | не пройшла | не пройшла |